# Verhnie holmy
Verhnie holmy är en kulle i Antarktis. Den ligger i Östantarktis. Australien gör anspråk på området. Toppen på Verhnie holmy är 231 meter över havet.
Terrängen runt Verhnie holmy är varierad. Trakten är obefolkad. Det finns inga samhällen i närheten. 